# Campeonato Europeo de Rugby League 1945/46
El Campeonato Europeo de Rugby League de 1945/46 fue la sexta edición del principal torneo europeo de Rugby League.

## Equipos
- Francia
- Gales
- Inglaterra

## Posiciones
| Equipo     | Encuentros | Encuentros | Encuentros | Encuentros | Tantos  | Tantos    | Tantos     | Puntos |
| Equipo     | jugados    | ganados    | empatados  | perdidos   | a favor | en contra | diferencia | Puntos |
| ---------- | ---------- | ---------- | ---------- | ---------- | ------- | --------- | ---------- | ------ |
| Inglaterra | 2          | 1          | 0          | 1          | 19      | 17        | +2         | 2      |
| Francia    | 2          | 1          | 0          | 1          | 25      | 23        | +2         | 2      |
| Gales      | 2          | 1          | 0          | 1          | 18      | 22        | -4         | 2      |

Nota: Se otorgan 2 puntos al equipo que gane un partido, 1 al que empate y 0 al que pierda.
|  | Campeón |

## Resultados
| 24 de noviembre de 1945 | Gales | 11 - 3 | Inglaterra |  |  |

| 23 de febrero de 1946 | Inglaterra | 16 - 6 | Francia |  |  |

| 24 de marzo de 1946 | Francia | 19 - 7 | Gales |  |  |

| Bandera de Inglaterra |
| Campeón Inglaterra    |
| Segundo título        |